# عماد سحاري
عماد سحاري (مواليد 29 يوليو 1992) هو لاعب كرة قدم سعودي.
لعب سابقاً في نادي حطين ونادي بيش.